# Natalija Zinczenko
Natalija Mykołajiwna Zinczenko, ukr. Наталія Миколаївна Зінченко (ur. 3 października 1979 w Desnie) – ukraińska piłkarka, grająca na pozycji pomocnika lub napastnika, trenerka piłkarska.

## Kariera piłkarska

### Kariera klubowa
W 1990 rozpoczęła karierę piłkarską w klubie Elegija Bobrowica. W 1992 została zaproszona do Łehendy Czernihów. W 1995 podpisała kontrakt z Aliną Kijów. W następnym roku przeniosła się do Donczanki-Warna Donieck. W 1997 wyjechała do Rosji, gdzie broniła potem barw klubów Riazań-WDW Riazań i Eniergija Woroneż. W 2007 została zawodniczką permskiej Zwiezdy-2005, w której zakończyła karierę piłkarską w roku 2010.

### Kariera reprezentacyjna
17 lipca 1994 zadebiutowała w reprezentacji Ukrainy w meczu przeciwko Białorusi. Uczestniczka Mistrzostw Europy w Piłce Nożnej Kobiet 2009.

## Kariera trenerska
Po zakończeniu kariery piłkarskiej rozpoczęła pracę szkoleniową. Od 2010 trenowała rosyjski klub Zwiezda-2005 Perm. W 2012 została mianowana na stanowisko głównego trenera juniorskiej reprezentacji Ukrainy. Również od 2012 prowadziła klub Żytłobud-2 Charków. 15 października 2018 stała na czele pierwszej reprezentacji Ukrainy.

## Sukcesy i odznaczenia

### Sukcesy piłkarskie
- mistrz Ukrainy (1x): 1996
- wicemistrz Ukrainy (1x): 1995
- brązowa medalistka mistrzostw Ukrainy (1x): 1992
- zdobywca Pucharu Ukrainy (2x): 1995, 1996
- mistrz Rosji (7x): 1999, 2000, 2002, 2003, 2007, 2008, 2009
- brązowa medalistka mistrzostw Rosji (4x): 1997, 1998, 2001, 2004
- zdobywca Pucharu Rosji (2x): 1998, 2007
- finalistka Rosji (7x): 1997, 1999, 2000, 2001, 2003, 2008, 2009
- finalistka Pucharu UEFA (1x): 2008/09
- nominowana do listy 33 najlepszych piłkarek Rosji (1x): 2009

### Sukcesy trenerskie
- brązowa medalistka mistrzostw Rosji (1x): 2010
- zdobywca Pucharu Rosji (1x): 2012
- mistrz Ukrainy (1x): 2016
- najlepszy trener Ukrainy (2): 2016, 2017